# Frank Buchmeier

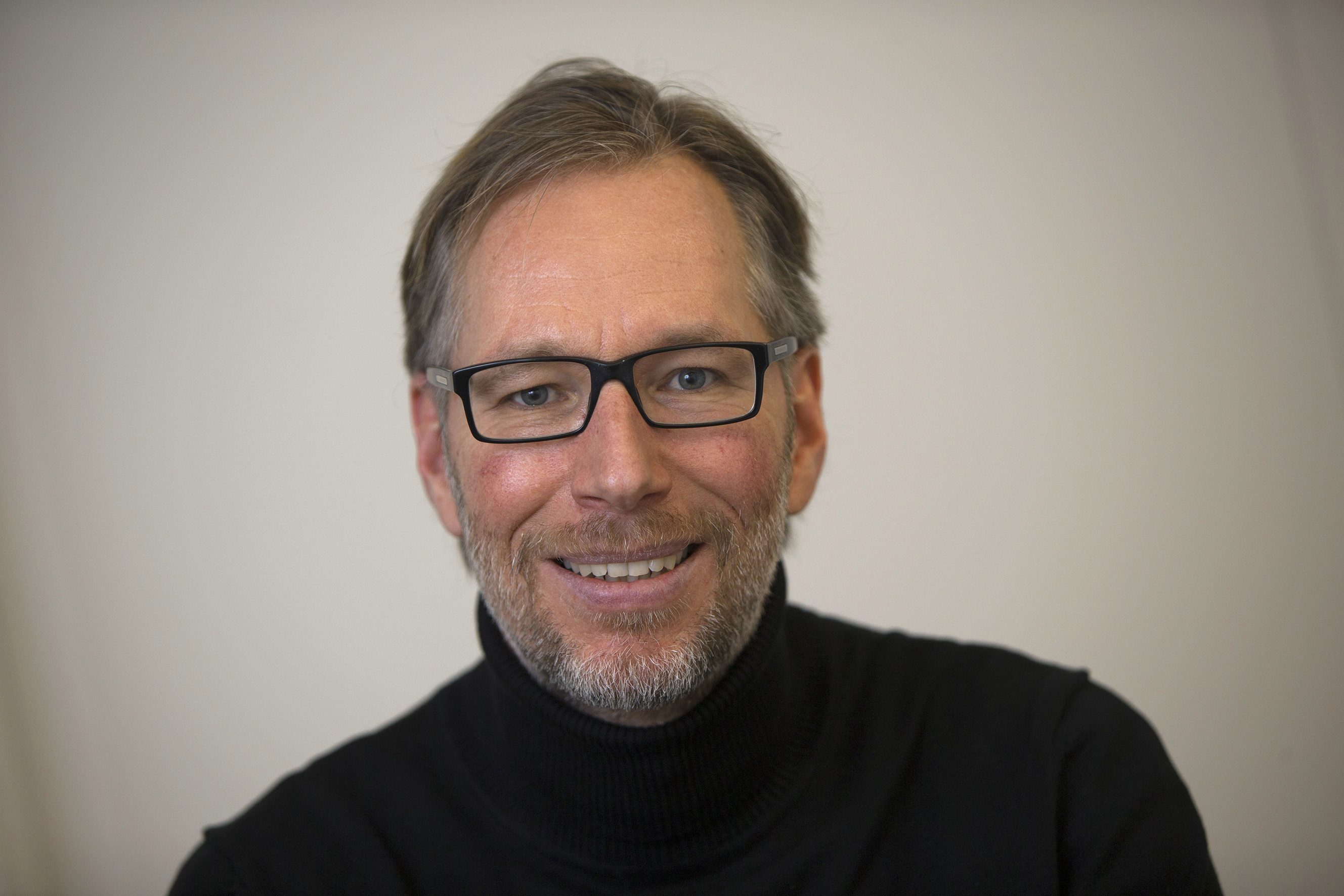
Frank Buchmeier 2013

Frank Buchmeier (* 1965 in Stuttgart) ist ein deutscher Journalist.

## Werdegang
Nach dem Staatsexamen in Germanistik und Sportwissenschaft an der Eberhard Karls Universität Tübingen volontierte Buchmeier bei der Sindelfinger Zeitung. Anschließend war er Redakteur beim Magazin Wilder Süden des damaligen Radiosenders SDR3, beim Egmont Ehapa Verlag und bei der Südwest Presse. Seit Oktober 2000 ist er Redakteur der Stuttgarter Zeitung, seit April 2016 zudem Redakteur der Stuttgarter Nachrichten.

## Auszeichnungen
- 2005: Journalistenpreis „Pro Ehrenamt“ (2. Preis) des Rhein-Neuss-Kreises[1]
- 2007: Journalistenpreis der Deutschen Gesellschaft für Ernährung[2]
- 2008: Deutscher Lokaljournalistenpreis (2. Preis) der Konrad-Adenauer-Stiftung[3]
- 2009: Journalistenpreis Bürgerschaftliches Engagement der Robert-Bosch-Stiftung
- 2010: Theodor-Wolff-Preis[4]
- 2011: Caritas-Journalistenpreis[5]